# 粗鰭豬海龍
粗鰭豬海龍（学名：Choeroichthys suillus），为輻鰭魚綱棘背魚目海龍魚科的其中一種，分布於西太平洋區的澳洲北部海域，棲息深度可達14公尺，體長可達6.8公分，棲息在珊瑚礁區，卵胎生。